# Kap Murdoch
Das Kap Murdoch (auch bekannt als Kap Burn Murdoch) ist ein Kap, das die südöstliche Spitze der Mossman-Halbinsel an der Südküste von Laurie Island im Archipel der Südlichen Orkneyinseln formt. Das Kap liegt auf der Ostseite der Einfahrt zur Buchan Bay.
Kartiert wurde es 1903 bei der Scottish National Antarctic Expedition (1902–1904) unter der Leitung des schottischen Polarforschers William Speirs Bruce. Bruce benannte das Kap nach dem schottischen Maler William Gordon Burn Murdoch (1862–1969), einem Sponsor der Forschungsreise.